# Alloeochaete
Alloeochaete es un género de plantas fanerógamas de la familia de las Poáceas Es originario de África. Comprende 6 especies descritas y 6 aceptadas.

## Descripción
Son plantas herbáceas perennes; cespitosas. Tallos de 40–200 cm de altura. Macoolos intravaginales. Hojas mayormente basales; sin aurículas. Láminas de las hojas anchas (2 cm en A. oreogena), o angostas; sin venación cruzada. La lígula es un conjunto de pelos.

## Distribución y hábitat
Se distribuyen por la región paleotropical: Angola, Tanzania, Malaui. Son especies xerofíticas de hábitats abiertos. 

## Taxonomía
El género fue descrito por Charles Edward Hubbard y publicado en Hooker's Icones Plantarum 35: , t. 3418. 1940. La especie tipo es: Alloeochaete andongensis (Rendle) C.E. Hubb.

## Especies aceptadas
A continuación se brinda un listado de las especies del género Alloeochaete aceptadas hasta noviembre de 2013, ordenadas alfabéticamente. Para cada una se indica el nombre binomial seguido del autor, abreviado según las convenciones y usos.
- Alloeochaete andongensis (Rendle) C.E. Hubb.
- Alloeochaete geniculataKabuye
- Alloeochaete gracillima Kabuye
- Alloeochaete namuliensis Chippindall
- Alloeochaete oreogena Launert
- Alloeochaete ulugurensisKabuye